# Baños de la Encina
Pour les articles homonymes, voir Baños (homonymie) et Encina.
Baños de la Encina est une commune située dans la province de Jaén de la communauté autonome d'Andalousie en Espagne.

## Histoire
Ancrée sur les contreforts méridionaux de la Sierra Morena, à 52 kilomètres de Jaén, la commune de Baños de la Encina a joué dans le passé un important rôle dans la protection des terres d'al-Andalus contre les attaques des armées chrétiennes.
L'impressionnant château de Baños de la Encina, qui a été construit sous le règne d'Al-Hakam II, est l'un des bijoux historiques les plus méconnus de la province de Jaén. À la forteresse, qui a dû être modifiée après la conquête chrétienne, a été incorporée la tour del Homenaje (ou donjon), évoquant les temps de confrontations entre les musulmans et les chrétiens durant la reconquista. Le château contient les vestiges archéologiques de l'ancienne paroisse de Sainte Marie du Cueto.

## Administration
| Période                                  | Période | Identité | Étiquette | Qualité |
| ---------------------------------------- | ------- | -------- | --------- | ------- |
| N/A                                      | N/A     | N/A      | N/A       | Maire   |
| Les données manquantes sont à compléter. |         |          |           |         |

## Patrimoine

### Monuments

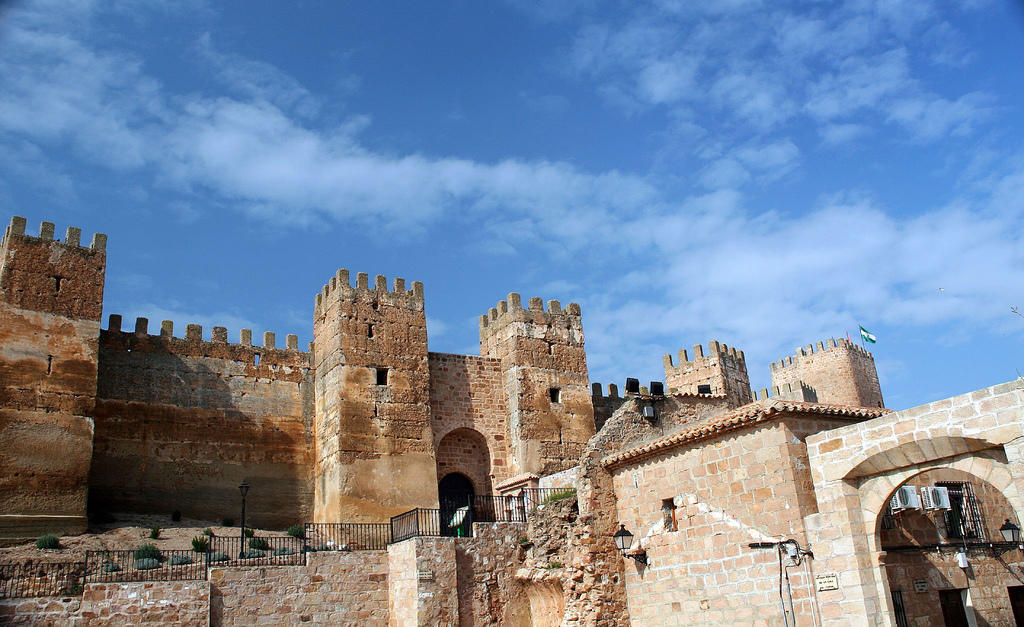
Château de Burgalimar

- Le château de Burgalimar, un des plus anciens d'Europe.
- L'église de San Mateo, dans laquelle on trouva un tableau attribué à Murillo.
- La chapelle del Cristo del Llano (es), avec sa magnifique chapelle baroque.
- La chapelle de la Vierge du chêne vert (Virgen de la Encina), situé dans des champs d'oliviers, à côté du chêne vert, où, selon la tradition, la vierge est apparue à un paysan. Le pèlerinage au sanctuaire est célébré les deuxièmes dimanches de mai.
- En chemin, on trouve la chapelle de Jesús del Camino, qui est un petit ermitage situé à 1 km du précédent. Uns petits procession y est célébrée les premiers dimanches de mai.
- Un moulin à vent du XIIIe siècle situé dans la partie de la commune. Il est construit sur des blocs de pierre et a été restauré il y a quelques années. Il a été équipé de pales qui n'ont qu'un caractère ornemental. L'intérieur abrite un petit musée.
- L'ancienne chapelle de Santa María del Cueto dont il ne reste aujourd'hui qu'une partie d'une petite citerne et des restes de murs, qui ont été découverts à la suite de travaux de rénovation dans les environs du château de Burgalimar.
- Le site de Peñalosa (es), de l'âge du bronze. Le site a fait l'objet d'investigation par des chercheurs de l'université de Grenade avec un financement du gouvernement d'Andalousie[2].

### Protection
Le site fait l’objet d’un classement en Espagne en tant qu'ensemble historique au titre de bien d'intérêt culturel depuis le 13 février 1969.

### Sources
- (es) Cet article est partiellement ou en totalité issu de l’article de Wikipédia en espagnol intitulé « Baños de la Encina » (voir la liste des auteurs).